# هاوسسومرن
هاوسسومرن (به آلمانی: Haussömmern) یک شهر در آلمان است که در اونستروت-هاینیش واقع شده‌است. هاوسسومرن ۲۳۴ نفر جمعیت دارد.